# Howie Jolliff
Howard "Howie" Jolliff (Canton, Ohio, 20 de julio de 1938), es un exjugador de baloncesto estadounidense que disputó tres temporadas en la NBA. Con 2,01 metros de estatura, jugaba en la posición de ala-pívot.

## Trayectoria deportiva

### Universidad
Jugó durante tres temporadas con los Bobcats de la Universidad de Ohio, siendo incluido en su última temporada en el mejor quinteto de la Mid-American Conference. En esa temporada batió el récord del Torneo de la NCAA de promedio de rebotes, con 21,3 por partido (64 en 3 partidos), batido tres años más tarde por Nate Thurmond, de los Bowling Green Falcons.

### Profesional
Fue elegido en el quincuagésimo puesto del Draft de la NBA de 1960 por Minneapolis Lakers, donde jugó tres temporadas ya con el equipo en Los Ángeles como suplente, llegando a disputar las Finales de 1962 en las que cayeron ante Boston Celtics por 4-3. Jolliff promedió en temporada regular 3,9 puntos y 6,0 rebotes por partido.
Mediada la siguiente temporada, tras haber disputado 28 partidos, se retiró definitivamente. En 2010, la cadena de televisión especializada ESPN lo eligió como el jugador menos productivo en la historia de los Lakers, con al menos 100 partidos disputados.

## Estadísticas de su carrera en la NBA

### Temporada regular
| Temporada | Edad | Equipo             | Liga | P   | TIT | MIN  | TC  | TCA | %TC  | 3P | 3PA | %3P | TL  | TLA | %TL  | R.OF. | R.DEF. | REB | ASIS | ROB | TAP | PER | FP  | PTS |
| 1960-61   | 22   | Los Angeles Lakers | NBA  | 46  |     | 7.7  | 1.0 | 3.1 | .326 |    |     |     | 0.2 | 0.5 | .478 |       |        | 3.1 | 0.3  |     |     |     | 1.2 | 2.2 |
| 1961-62   | 23   | Los Angeles Lakers | NBA  | 64  |     | 17.1 | 1.6 | 4.0 | .411 |    |     |     | 0.6 | 1.2 | .526 |       |        | 6.0 | 1.2  |     |     |     | 2.7 | 3.9 |
| 1962-63   | 24   | Los Angeles Lakers | NBA  | 28  |     | 10.5 | 0.5 | 2.0 | .273 |    |     |     | 0.2 | 0.3 | .667 |       |        | 2.2 | 0.7  |     |     |     | 1.8 | 1.3 |
| Total     |      |                    | NBA  | 138 |     | 12.6 | 1.2 | 3.3 | .367 |    |     |     | 0.4 | 0.8 | .527 |       |        | 4.2 | 0.8  |     |     |     | 2.0 | 2.8 |

### Playoffs
| Temporada | Edad | Equipo             | Liga | P  | MIN | TCA | TC | 3PA | 3P | TLA | TL | R.OF. | REB | ASIS | ROB | TAP | PER | FP | PTS | %TC  | %3P | %FT   | MIN | PTS | REB | AST |
| 1960-61   | 22   | Los Angeles Lakers | NBA  | 4  | 35  | 6   | 13 |     |    | 0   | 0  |       | 25  | 8    |     |     |     | 4  | 12  | .462 |     |       | 8.8 | 3.0 | 6.3 | 2.0 |
| 1961-62   | 23   | Los Angeles Lakers | NBA  | 9  | 77  | 2   | 9  |     |    | 8   | 8  |       | 28  | 7    |     |     |     | 17 | 12  | .222 |     | 1.000 | 8.6 | 1.3 | 3.1 | 0.8 |
| Total     |      |                    | NBA  | 13 | 112 | 8   | 22 |     |    | 8   | 8  |       | 53  | 15   |     |     |     | 21 | 24  | .364 |     | 1.000 | 8.6 | 1.8 | 4.1 | 1.2 |